# Джан Батиста Кампаньола
Джан Батиста Кампаньола е италиански дипломат.

## Биография
Завършва специалност „Политически науки“ в Римския университет.
Започва дипломатическа кариера през 1982 г. Работи на дипломатически постове в Токио, Брюксел, Маями, Сан Хосе (Коста Рика) и Белмопан (Белиз). Бил е началник на Секретариата на главна дирекция „Икономическа дейност“ в Министерството на външните работи на Италия. Заемал е поста външнополитически съветник на министъра на външната търговия и на министъра на промишлеността, търговията и занаятите. Работи в Посолството на Италия в Япония, като консул в Белгия, говорител на италианското председателство на техническите министерски съвещания в Европейската икономическа общност, посланик в Белиз. Той е посланик на Италия в България от 2003 г.
Бил е гостуващ лектор в „Brookings Institute“ във Вашингтон, в Университета в Маями и Университета „Сейнт Томас“ (Saint Thomas) в САЩ.
През 2005 и през 2006 г. е патрон на Майсторския клас на Райна Кабаиванска в Нов български университет.

## Признание и награди
Кампаньола е кавалер и кавалер-офицер на Ордена за заслуги към Италианската република, командор на Ордена на Република Сан Марино, висш офицер на Ордена за заслуги към Италианската република, носител на първа степен на японския Орден на Свещеното съкровище на изгряващото слънце.
На 9 ноември 2006 г. е удостоен с титлата „Почетен доктор на НБУ“. Почетен професор е на УНСС по политически науки и правата на човека от април 2014 г.